# Paris, Illinois
Pentru alte utilizări ale numelui, accesați pagina Paris (dezambiguizare).
Paris este un oraș și sediul comitatului Edgar, unul din cele 102 comitate ale statului  Illinois,  Statele Unite ale Americii. Se află la 165 mile (266 km) sud de Chicago și la 90 mile (140 km) vest de Indianapolis.

## Demogafie
În anul 1900, trăiau 6.105 persoane în Paris, Illinois; în 1910 erau 7.664 de locuitori; iar în 1940 populația crescuse la 9.281. Populația consta din 8.837 la recensământul din 2010.